# Powerlifting ai XVI Giochi paralimpici estivi - 88 kg maschile
Le gare di powerlifting della categoria fino a 88 kg maschile ai XVI Giochi paralimpici estivi si sono svolte il 29 agosto 2021 presso il Tokyo International Forum.
Il vincitore è stato Abdelkareem Khattab, che ha stabilito il record paralimpico sollevando 231 kg.

## Risultati
| Pos. | Atleta                         | Peso (kg) | Sollevamenti (kg) | Sollevamenti (kg) | Sollevamenti (kg) | Sollevamenti (kg) | Risultato (kg) |
| Pos. | Atleta                         | Peso (kg) | 1                 | 2                 | 3                 | 4                 | Risultato (kg) |
| ---- | ------------------------------ | --------- | ----------------- | ----------------- | ----------------- | ----------------- | -------------- |
|      | Abdelkareem Khattab            | 86,37     | 220               | 225               | 231               | –                 | 231            |
|      | Ye Jixiong                     | 83,85     | 215               | 220               | 231               | –                 | 220            |
|      | Hany Abdelhady                 | 86,62     | 214               | 217               | 221               | –                 | 214            |
| 4    | Farhod Umirzakov               | 85,56     | 212               | 216               | 216               | –                 | 212            |
| 5    | Rakhmetzhan Khamayev           | 86,20     | 195               | 201               | 214               | –                 | 195            |
| 6    | Sedric Roussel Watchou Kouokam | 85,79     | 170               | 177               | 181               | –                 | 181            |
| 7    | Oniger Drake                   | 85,93     | 170               | 177               | 181               | -                 | 181            |
| –    | Evânio da Silva                | 85,63     | 200               | 200               | 200               | –                 | –              |
| –    | Mohammed Khamis Khalaf         | 87,31     | –                 | –                 | –                 | –                 | –              |